# Episodi di 4 tatuaggi per un super guerriero
La serie 4 tatuaggi per un super guerriero è stata trasmessa negli Stati Uniti tra il 3 ottobre 1994 e il 3 luglio 1995.
Ecco una lista degli episodi.
| Nº | Titolo originale                                           | Prima TV Usa   |
| -- | ---------------------------------------------------------- | -------------- |
| 1  | In the Beginning....                                       | 3 ottobre 1994 |
| 2  | The Note                                                   |                |
| 3  | How Time Flies                                             |                |
| 4  | Switch                                                     |                |
| 5  | Perceptions                                                |                |
| 6  | Three Cheats to the Wind                                   |                |
| 7  | The Quitter                                                |                |
| 8  | Commitments                                                |                |
| 9  | Mind Games                                                 |                |
| 10 | The Spy                                                    |                |
| 11 | The Brain Drain                                            |                |
| 12 | A Nightmare on Rodeo Drive                                 |                |
| 13 | The Rat                                                    |                |
| 14 | The Cover-Up                                               |                |
| 15 | Bully For You                                              |                |
| 16 | Trust                                                      |                |
| 17 | The Y Files                                                |                |
| 18 | The Chocolate War                                          |                |
| 19 | The Monster Among Us                                       |                |
| 20 | The Universal Hitchhiker                                   |                |
| 21 | Deja Vu                                                    |                |
| 22 | The Ghost Warrior                                          |                |
| 23 | The Opiate from the Future                                 |                |
| 24 | The Leech                                                  |                |
| 25 | Gordon Cries Wolf                                          |                |
| 26 | Penny for Your Thoughts                                    |                |
| 27 | Turncoat                                                   |                |
| 28 | Mr. Popularity                                             |                |
| 29 | Winner Takes All                                           |                |
| 30 | Beverly Hills 902-Oblivion                                 |                |
| 31 | Ozone O-Mio                                                |                |
| 32 | The Glitch                                                 |                |
| 33 | Emperor for a Day                                          |                |
| 34 | The Impostor                                               |                |
| 35 | Take Two Galactic Sentinels and Call Nimbar in the Morning |                |
| 36 | The Last People on Earth                                   |                |
| 37 | The Primal Scream                                          |                |
| 38 | The Psychiatrist (part 1)                                  |                |
| 39 | The Psychiatrist (part 2)                                  |                |
| 40 | It's a Gorganus Life                                       | 3 luglio 1995  |